# Gustav Roch
Gustav Roch (Dresden, 9 de dezembro de 1839 — Veneza, 21 de novembro de 1866) foi um matemático alemão.
Contribuiu para o avanço da teoria das superfícies de Riemann.